# Trichura latifascia
Trichura latifascia är en fjärilsart som beskrevs av Walker 1854. Trichura latifascia ingår i släktet Trichura och familjen björnspinnare. Inga underarter finns listade i Catalogue of Life.